# Ен (Оверн-Рона-Алпи)
Вижте пояснителната страница за други значения на Ен.
Ен (на френски: Ain) е департамент в регион Оверн-Рона-Алпи, източна Франция. Образуван е през 1790 година от провинциите Брес, Бюже, Домб и Пеи дьо Жекс и части от провинция Франк-Лионе и получава името на река Ен. Площта му е 5762 км², а населението – 640 400 души (2016). Административен център е град Бург ан Брес.